# Leo Sirota
Leo Grigor'evič Sirota, Лео Григорьевич Сирота (Kamianets-Podilskyi, 4 maggio 1885 – New York, 25 febbraio 1965), è stato un pianista russo naturalizzato statunitense, di origini ebraiche.

## Biografia
Leo Sirota iniziò a studiare pianoforte all'età di cinque anni. All'età di nove anni stava già dando concerti e venne all'attenzione di Paderewski, che invitò il ragazzo a studiare con lui. I genitori di Sirota, però, pensarono che fosse troppo giovane e così frequentò i conservatori di Kiev e, più tardi, di San Pietroburgo. Nel 1904 però si recò a Vienna per studiare con Ferruccio Busoni.
Lavorò come pianista delle prove con il direttore d'orchestra Jascha Horenstein, di cui aveva sposato la sorella, Augustine Horenstein. Il concerto di debutto di Sirota a Vienna deve essere stato un'occasione memorabile: comprendeva la Sonata per due pianoforti K448 di Mozart con Busoni che suonava l'altro pianoforte, seguito dal Concerto per pianoforte di Busoni, con Busoni come direttore, e si concludeva con la versione per due pianoforti della Don Juan Fantasy di Liszt.
Sirota e la sua famiglia si stabilirono in Giappone nel 1929, rimanendovi per 16 anni, insegnando e tenendo recital. Fu insegnante di pianoforte di Minoru Matsuya (1910–1995) e Takahiro Sonoda (1928-2004). Mentre era in Giappone sostenne i pianoforti Yamaha contro la moda prevalente in Giappone degli strumenti Bechstein e Steinway.
Durante la seconda guerra mondiale, lui e sua moglie furono internati a Karuizawa, Nagano, mentre sua figlia era al sicuro negli Stati Uniti. Dopo la seconda guerra mondiale si trasferì in America e insegnò a Saint Louis. Una stazione radio locale gli chiese spesso di trasmettere e gran parte della sua produzione registrata sopravvissuta proviene dai nastri cartacei che lo studio gli dava dopo ogni trasmissione. Il suo repertorio era vasto, comprese le opere complete di Chopin, che trasmetteva. Il suo modo di suonare è caratterizzato da un tono luminoso e da interpretazioni semplici, quasi pignole, sostenute da una tecnica sorprendente: si dice che la sua interpretazione dell'arrangiamento di Rosenthal del valzer del minuto di Chopin con la mano destra nelle terze abbia sbalordito Arthur Rubinstein. Poiché la sua eredità registrata ha richiesto una rimasterizzazione specializzata, è solo di recente che la sua statura come pianista è stata apprezzata.
Sirota morì a New York nel 1965.
Sua figlia era Beate Sirota Gordon.